# سهير حواس
سهير زكي حواس أستاذة العمارة والتصميم العمراني بقسم الهندسة المعمارية بجامعة القاهرة منذ عام 2004، ورئيس الإدارة المركزية للدراسات والبحوث والسياسات بالجهاز القومي للتنسيق الحضاري ومقررة اللجنة العلمية العليا. حصلت على بكالوريوس العمارة جامعة القاهرة عام 1977، والماجستير عام 1984 عن «احتياجات السكان ومدى تأثيرها على المشروعات السكنية القائمة»؛ فيما تناولت «الفراغات العمرانية والمناطق المفتوحة كمورد وركيزة لتنمية المناطق السكنية في مصر» في الدكتوراه عام 1991. حواس هي صاحبة العديد من الأبحاث في مجال المعمار والإسكان، والمشرفة علي مشروع تطوير القاهرة الخديوية مع هيئة التنسيق الحضاري. يُعد كتابها القاهرة الخديوية الأكثر ثراءً وإنسانية، ليس فقط لأنه يحكي قصة المعمار في قلب القاهرة ودور الخديوي إسماعيل فيها، ولكن لأنه يعرض الجانب الإنساني في تلك المنطقة، كما أنها وضعت فصوله وفاء لأبيها المعماري الراحل الدكتور زكي حواس، الذي ألمها رحيله، إلي الحد الذي أشعرها بالفراغ، فقررت الانغلاق علي نفسها لمدة عامين انتهت فيهما من كتابها عن المعمار في قلب القاهرة.